# Łaźniew
Łaźniew [ˈwaʑɲef] est un village polonais de la gmina de Błonie situé dans le powiat de Varsovie-ouest et dans la voïvodie de Mazovie, dans le centre-est de la Pologne.
Il est situé à environ 4 kilomètres au nord-est de Błonie, à 10 kilomètres à l'ouest de Ożarów Mazowiecki (le chef-lieu du district), et à 23 kilomètres à l'ouest de Varsovie.
Le village a une population de 135 habitants en 2000.